# Karel Ludvík z Ditrichštejna
Hrabě Karel Magnus Ludvík z Ditrichštejna (německy Karl/Carl Magnus Ludwig Graf von Dietrichstein, 19. října 1676, Štýrský Hradec – 6. květen 1732, Vídeň) byl rakouský šlechtic z hraběcího rodu Ditrichštejnů, svobodný pán z Hollenburgu a Finckensteinu.

## Život

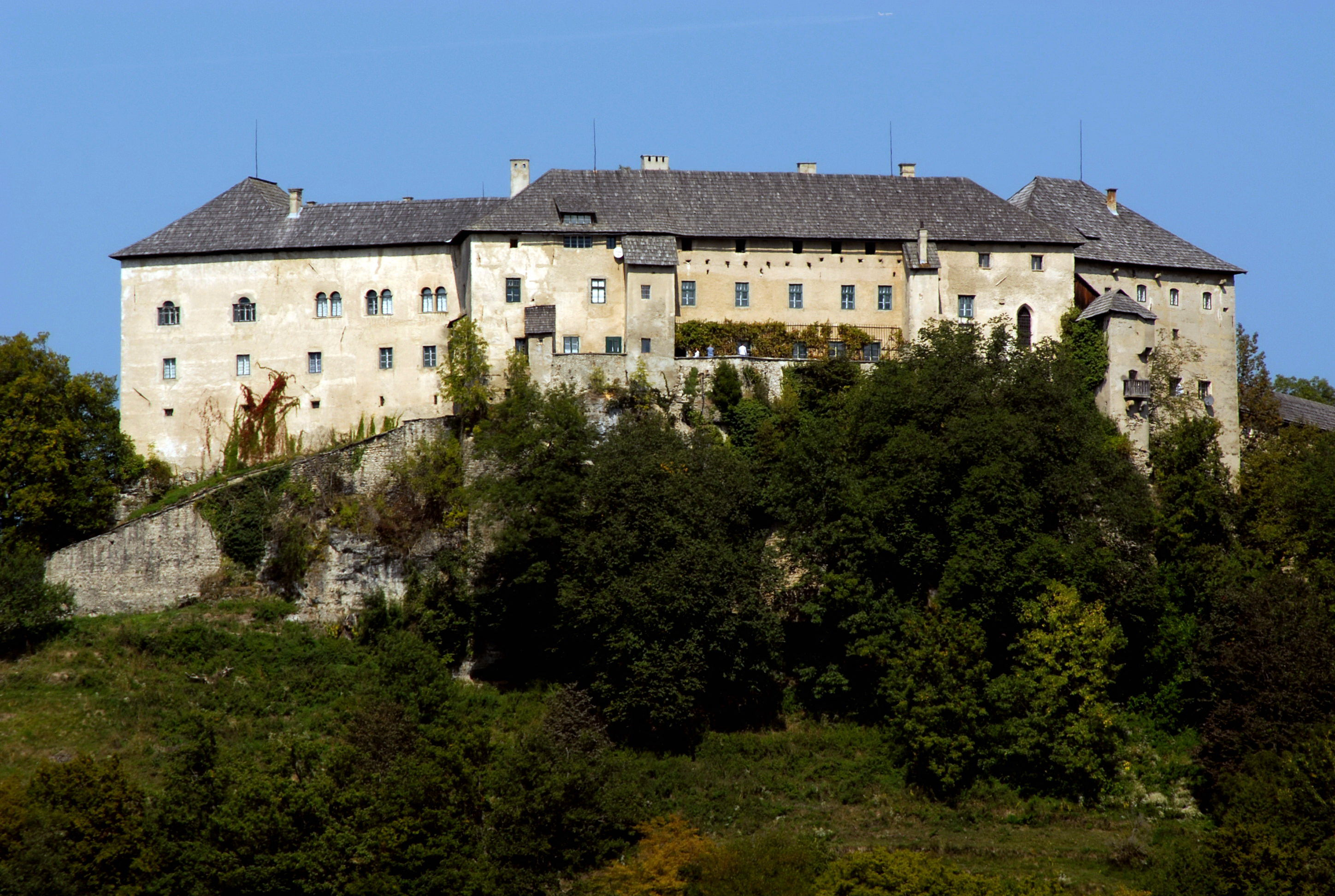
Hrad Hollenburg, Korutany

Narodil se jako syn hraběte Františka Adama z Ditrichštejna-Weichselstadtu (1642–1702) a jeho manželky hraběnky Marie Rosiny Terezie z Trauttmansdorffu (1647–1706), dcery hraběte Jiřího Kryštofa z Trauttmansdorffu († 1660) a jeho ženy Marie Rozálie z Rindsmaulu († 1665). 

### Manželství a rodina

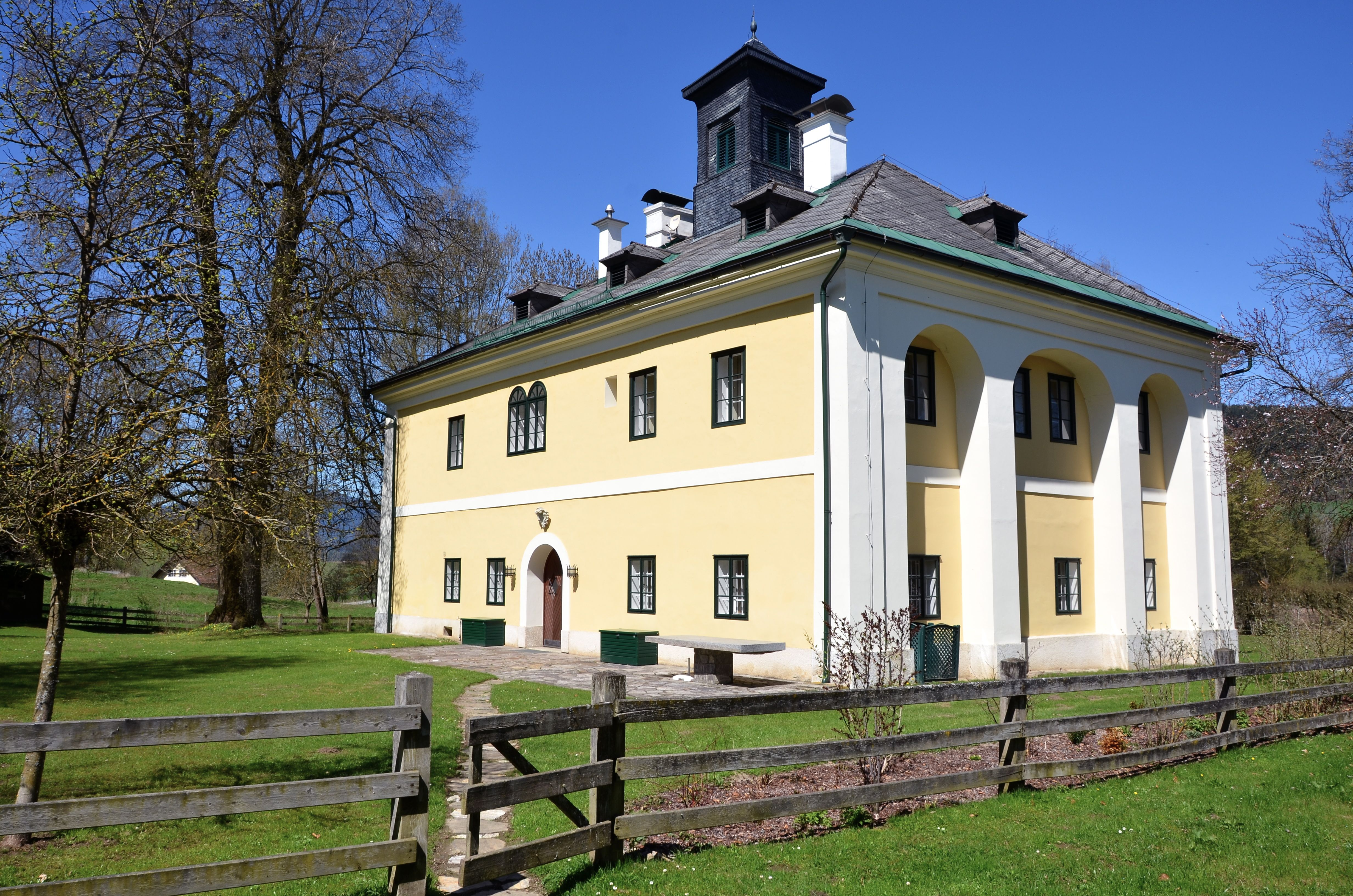
Ditrichštejnský zámeček v Korutansku

Dne 13. února 1702 se Karel Ludvík ve Štýrském Hradci oženil s hraběnkou Marií Terezií Annou z Trauttmansdorffu (27. února 1676, Štýrský Hradec – 7. ledna 1733, Vídeň), dcerou hraběte Jiřího Zikmunda z Trauttmansdorffu-Weinsberg (1638–1702) a 1702 Cecílie Renata Eleonora z Wildensteinu (1643–1708).  Manželé měli děti:   
- Marie Anna Antonie z Ditrichštejna-Weichselstadt (10. září 1706, Štýrský Hradec – 7. června 1777, Vídeň), provdaná 14. ledna 1726 ve Vídni za prince Emanuela von Liechtenstein (2./3. února 1700, Vídeň – 15. ledna 1771, Vídeň)
- Josef Karel z Ditrichštejna (1708 – 1712)
- Gundakar Adam z Ditrichštejna (* 21. února 1710)
- Marie Terezie z Ditrichštejna (10. srpna 1713, Štýrský Hradec – 5. listopadu 1749, Biringen), provdaná 19. června 1742 ve Štýrském Hradci za hraběte Kristiána Augusta z Atemsu (21. ledna 1719, Eichstätt, Bavorsko – 18. března, 1764, Gortz)
- František Josef Ludvík Kajetán z Ditrichštejna-Hollenburg (5. září 1715 – 23. července 1765), ženatý s Marií Annou Laurou Collalto a San Salvatore (* 23. října 1723)